# Pracovní řád
Pracovní řád je zvláštním druhem vnitřního předpisu, který vydává zaměstnavatel a který blíže rozvádí práva a povinnosti zaměstnanců, obecně vyplývajících ze zákoníku práce i dalších pracovněprávních předpisů. Musí být obecný, nemůže tedy ukládat povinnosti jednotlivým konkrétním zaměstnancům, ani nesmí ukládat nové povinnosti, stejně jako nesmí obsahovat úpravu mezd či platů.
Vydání pracovního řádu je ze strany zaměstnavatele jen na jeho úvaze, ale stát, obec, kraj, státní fond, příspěvková organizace nebo školská právnická osoba jej vydat musí. Pokud u zaměstnavatele působí odbory, je jeho vydání či jeho změna možná jen s jejich souhlasem.